# Adam Ochocki

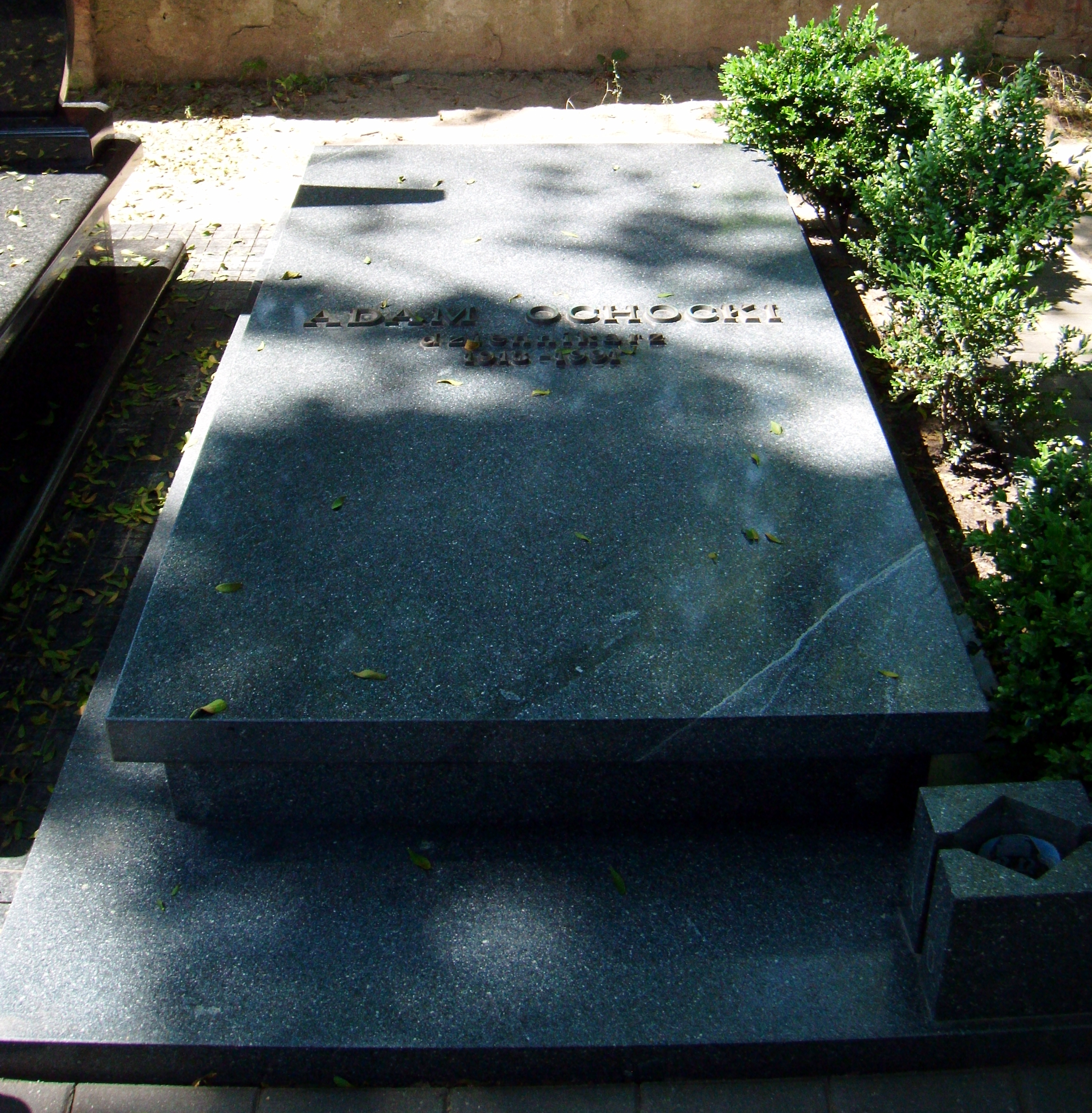
Nagrobek Adama Ochockiego na cmentarzu komunalnym Doły w Łodzi.

Adam Ochocki, pierwotnie Adam Kałuszyner (ur. 9 lutego 1913 w Łodzi, zm. 11 grudnia 1991 w Łodzi) – polski dziennikarz prasowy, pisarz, satyryk i autor scenariuszy do filmów animowanych.

## Życie i twórczość
Urodził się 9 lutego 1913 roku w Łodzi w rodzinie żydowskiego pochodzenia; był bratem Ludwika Starskiego.
Jako siedemnastolatek rozpoczął pracę w łódzkiej agencji prasowej Polpress. Do roku 1939 był reporterem wydawanych w Łodzi „Republiki” i „Expressu Ilustrowanego”. Był również autorem tekstów wydawanego wówczas przez „Express” komiksu z rysunkami Wacława Drozdowskiego o przygodach Wicka i Wacka.
Okupację spędził w ZSRR (był m.in. więźniem łagru w Rybińsku).
Po wyzwoleniu powrócił do rodzinnej Łodzi i kontynuował pracę w „Expressie” jako sekretarz redakcji. Na tym stanowisku pracował od 1957 roku w czasopiśmie satyrycznym „Karuzela”. Współpracował z wieloma wychodzącymi wtedy tygodnikami, Rozgłośnią Polskiego Radia w Łodzi i Łódzkim Ośrodkiem Telewizyjnym. Był autorem scenariuszy do filmów animowanych, m.in. do Zaczarowanego ołówka. W 1956 roku był sprawozdawcą sportowym z Olimpiady w Melbourne. Kolejne dwa lata przyniosły odcinkowe Historie dawnej Łodzi publikowane na łamach „Expressu”.
W roku 1980 wydał pierwszą część trylogii Reporter przed konfesjonałem, czyli jak się w Łodzi przed wojną robiło gazetę, drugą Raz, dwa wziali! Wspomnienia z ZSRR 1939-1946 w 1988 r. i trzecią Erika zdradza tajemnice w 1989 r. W trylogii przedstawił w satyryczny sposób swoje życie, przyjaciół i kolegów. Jest ona przede wszystkim obrazem ówczesnej Łodzi.
Był autorem zbiorów satyrycznych między innymi: Skąd my się znamy? i To ci kwiatki!.
Zmarł 11 grudnia 1991 roku w Łodzi. Jest pochowany na cmentarzu na Dołach (kwatera XXXIII, rząd 1, grób 8).

## Wybrane dzieła
- odcinkowe Historie dawnej Łodzi (1957-1958) publikowane na łamach łódzkiego „Expressu Ilustrowanego”
- Skąd my się znamy? (1979)
- Reporter przed konfesjonałem, czyli jak się w Łodzi przed wojną robiło gazetę (1980, 2005)
- To ci kwiatki! (1984)
- Raz, dwa, wziali! Wspomnienia z ZSRR 1939-1946 (1988)
- Erika zdradza tajemnice (1989)